# São Francisco de Goiás
São Francisco de Goiás är en kommun i Brasilien.   Den ligger i delstaten Goiás, i den centrala delen av landet, 140 km väster om huvudstaden Brasília. Antalet invånare är 6 117.
Omgivningarna runt São Francisco de Goiás är huvudsakligen savann. Runt São Francisco de Goiás är det glesbefolkat, med 13 invånare per kvadratkilometer.